# Arena (série de televisão)
Arena é uma série documental de televisão britânica criada por Humphrey Burton, produzida e transmitida pela BBC desde 1 de outubro de 1975. Eleita por executivos de TV na revista Broadcast como um dos 50 melhores programas mais influentes de todos os tempos, a série produziu mais de 600 episódios dirigidos por entre outros, Frederick Baker, Jana Boková, Jonathan Demme, Nigel Finch, Mary Harron, Vikram Jayanti, Vikram Jayanti, Vivian Kubrick, Paul Lee, Adam Low, James Marsh, Leslie Megahey, Volker Schlondorff, Martin Scorsese, Julian Temple, Anthony Wall, Leslie Woodhead, e Alan Yentob. 
O atual diretor da série é Anthony Wall.

## Prêmios e nomeações
Arena ganhou dois prêmios Emmy,, um Grammy, nove BAFTAs, seis Royal Television Society Awards, um Peabody e o Prix Italia. A série também ganhou o Prêmio do Juri do Sundance Film Festival por Paris is Burning, e o prêmio de Melhor de Atriz para Lili Taylor por seu desempenho em I Shot Andy Warhol.